# Ориндж (Калифорния)
Вижте пояснителната страница за други значения на Ориндж.
Ориндж (на английски: Orange в превод „портокал“) е град в окръг Ориндж в щата Калифорния, САЩ.
Ориндж е с население от 128 821 жители (2000) и обща площ от 69,90 км² (27 мили²). Ориндж се намира на 51 км (32 мили) югоизточно от Лос Анджелис и получава статут на град на 6.IV 1888 г.